# Adoxotoma nigroolivacea
Adoxotoma nigroolivacea är en spindelart som beskrevs av Eugène Simon 1909. 
Adoxotoma nigroolivacea ingår i släktet Adoxotoma och familjen hoppspindlar. Inga underarter finns listade i Catalogue of Life.